# Джонстонов лорикет
Джонстонов лорикет (лат. Saudareos johnstoniae) — птица отряда попугаеобразных. Вид был впервые открыт в 1903 году у подножия горы Апо. Видовое название получил в честь английской заводчицы птиц Мэрианн Джонстон, которой в начале XX-го века удалось впервые в Англии получить потомство птиц.

## Внешний вид
Длина тела 20 см.

## Распространение
Эндемик острова Минданао (Филиппины).

## Образ жизни
Населяет горные тропические леса на высоте от 1000 до 2500 м над уровнем моря. На ночёвку птицы спускаются вниз на равнины, а с восходом солнца снова улетают в горы.

## Размножение
Гнездятся в дуплах дятлов, куда самка откладывает 2 яйца и насиживает их около 6 недель.